# Vlada Tatsenko
Vlada Tatsenko –en ucraniano, Влада Таценко– (29 de agosto de 1989) es una deportista ucraniana que compitió en saltos de plataforma. Ganó una medalla de plata en el Campeonato Europeo de Natación de 2016, en la prueba sincronizada.

## Palmarés internacional
| Campeonato Europeo | Campeonato Europeo    | Campeonato Europeo | Campeonato Europeo     |
| Año                | Lugar                 | Medalla            | Prueba                 |
| ------------------ | --------------------- | ------------------ | ---------------------- |
| 2016               | Londres (Reino Unido) | Medalla de plata   | Plataforma 10 m sincro |